# کافر (مینی‌سریال)
کافر (انگلیسی: Godless) یک مجموعهٔ تلویزیونی درام آمریکایی است که توسط اسکات فرانک برای نتفلیکس ساخته شده‌است. تولید این مجموعهٔ هفت قسمته در سانتافه در سپتامبر ۲۰۱۶ آغاز شد و مجموعه در سطح جهانی در تاریخ ۲۲ نوامبر ۲۰۱۷ توسط نتفلیکس منتشر شد.

## بازیگران

### اصلی
- جک اوکانل در نقش روی گود
- میشل داکری در نقش آلیس فلچر
- اسکوت مک‌نری در نقش بیل مک‌نو
- مریت ویور در نقش مری اگنس مک‌نو
- توماس سنگستر در نقش وایتی وین
- تانتو کاردینال در نقش آیووی
- کیم کوتس در نقش اد لوگان
- سم واترستون در نقش کلانتر جان کوک
- جف دانیلز در نقش فرانک گریفین

### مکمل
- جرمی باب در نقش ای. تی. گریگ
- متیو دنیس لوئیس در نقش دانی دولین
- جو پینگ در نقش آلونزو بانکر
- کیت جاردین در نقش دایر هو
- کریستین سیدل در نقش مارتا بیشاف
- ناتان دارو در نقش وبستر
- کیلی کارتر در نقش سدی رز
- جسیکا سولا در نقش لوئیس هابز
- اریک لاری هاروی در نقش الیاس هابز
- راب مورگان در نقش جان رندال
- جولیان گری در نقش ویلیام مک‌نو

### مهمان
- کریستوفر فیتزجرالد در نقش جی. جی. ولنتاین
- ویتنی ایبل در نقش آنا مک‌نو